# 1661
Évszázadok: 16. század – 17. század – 18. század
Évtizedek: 1610-es évek – 1620-as évek – 1630-as évek – 1640-es évek – 1650-es évek – 1660-as évek – 1670-es évek – 1680-as évek – 1690-es évek – 1700-as évek – 1710-es évek
Évek: 1656 – 1657 – 1658 – 1659 –  1660 – 1661 – 1662 – 1663 – 1664 – 1665 – 1666

## Események

### Határozott dátumú események
- január 1. – Kemény Jánost a szászrégeni országgyűlés erdélyi fejedelemmé választja.[1]
- január 15. – a Lengyelországból elüldözött unitáriusok engedélyt kapnak, hogy letelepedjenek Kolozsváron.[2]
- április 23. – A besztercei országgyűlés kimondja Erdély elszakadását a Portától és I. Lipót védelme alá helyezi magát. (Erre Ali szerdárpasa június 28-án seregeivel bevonul Erdélybe.)[3]
- június 30. Kemény János erdélyi fejedelem meggyilkoltatja Barcsay Ákost.[4]
- szeptember 14. – Ali szerdárpasa parancsára a marosvásárhelyi országgyűlés fejedelemmé választja Apafi Mihályt.[3]
- november 20. – Beiktatják fejedelemségébe I. Apafi Mihályt.[3]

### Határozatlan dátumú események
- szeptember – Kücsük Mehmedet nevezik ki kanizsai beglerbégnek, decemberben azonban már jenői-temesvári pasa.[5]

## Születések
- január 30. – Charles Rollin, francia történész és tanár († 1741)
- március 25. – Paul de Rapin, francia történész († 1725)
- április 16. – Charles Montagu, Halifax első earlje, angol költő és államférfi († 1715)
- május 25. – Claude Buffier, fraia filozófus és történész († 1737)
- június 9. – III. Fjodor, orosz cár († 1737)
- július 20. – Pierre Le Moyne d'Iberville, francia tengerész, felfedező Louisiana gyarmat megalapítója († 1702)
- augusztus 8. – Johann Matthias von der Schulenburg brandenburgi-porosz származású arisztokrata és tábornok, majd Velencében műgyűjtő és mecénás († 1747)
- szeptember 2. – Georg Böhm, német zeneszerző és orgonista († 1733)
- október 11. – Melchior de Polignac, bíboros, francia diplomata, költő († 1742)
- november 1. – Florent Carton Dancourt, francia drámaíró és színész († 1725)
- november 6. – II. Károly, spanyol király, a Habsburg-ház utolsó tagja a spanyol trónon († 1700)
- december 18. – Christopher Polhem, svéd gépészmérnök, feltaláló († 1751)

## Halálozások
- június 30. – Barcsay Ákos erdélyi fejedelem (* 1619)
- szeptember 12. – Christoph Bach, német zeneszerző (* 1613)